# Іта Евер
Іта Евер (ест. Ita Ever, при народженні Ілзе Евер, ест. Ilse Ever; 1 квітня 1931, Пайде, Ярвамаа — 9 серпня 2023, Таллін) — радянська і естонська акторка театру, кіно та телебачення. Народна артистка Естонської РСР (1973).

## Життєпис
Нароодилась 1 квітня 1931 року у місті Пайде повіту Ярвамаа в родині продавця чоловічого одягу Альфреда Евера і перукарки Надії Степанової, де була єдиною дитиною.
Вперше на сцену Естонського театру драми Іта Евер вийшла 1949 року, десятикласницею, учасницею шкільного драмгуртка. Тоді вона виконала головну роль в п'єсі Арбузова «Таня». 1953 року закінчила Естонськую студію Російського інституту театрального мистецтва й разом з 20-ма співкурсниками була прийнята до Естонського драматичного театру, на сцені якого зіграла понад 120 ролей. Приблизно стільки ж — на естраді, на телебаченні, радіо та в кіно.
Глядачі запам'ятали її як міс Джейн Марпл у поставленому за мотивами роману Агати Крісті фільмі "Таємниця «Чорних дроздів» (1983). 1990 року знову втілила цей персонаж — в естонському мінісеріалі «Історії міс Марпл» (5 епізодів по 30 хвилин), заснованому на оповіданнях А. Крісті.
1999 року увійшла до укладеного за результатами онлайн-голосування списку 100 видатних діячів Естонії XX століття.
У жовтні 2020 року перенесла інсульт. Останні роки проживала в будинку для людей похилого віку у таллінському районі Нимме.
Іта Евер померла 9 серпня 2023 року у Талліні в 92-річному віці.

## Особисте життя
У 1953—1959 роках Евер перебувала у шлюбі з театральним актором та режисером Ейно Баскіним. 25 грудня 1954 року у пари народився син Роман Баскін, який став режисером (помер 2018 року). Шлюб завершився розлученням. Пізніше перебувала у стосунках з актором Ільмаром Таммуром. Із 1960 року у фактичному шлюбі з театральним актором Гунаром Кілгасом, який тривав до його смерті 2005 року. У акторки двоє онуків — Міріам та Альфред Баскін.

## Фільмографія
| Рік       |    | Українська назва                      | Оригінальна назва                      | Роль                                  |
| --------- | -- | ------------------------------------- | -------------------------------------- | ------------------------------------- |
| 1955      | ф  | Щастя Андруса                         | Andruse õnn                            | Реєт                                  |
| 1956      | ф  | На задвірках                          | Tagahoovis                             | Тетяна Миколаївна                     |
| 1962      | ф  | Під одним дахом                       | Ühe katuse all                         | Лайне Арро                            |
| 1966      | ф  | Що трапилося з Андресом Лапетеусом?   | Mis juhtus Andres Lapeteusega?         | Хальві Каартна                        |
| 1969      | ф  | Весна                                 | Kevade                                 | мама Арно Талі                        |
| 1972      | ф  | Повернення до життя                   | Возвращение к жизни                    | Ліль                                  |
| 1973      | ф  | Вогонь в ночі                         | Tuli öös                               | ясновидиця                            |
| 1973      | ф  | Незвичайний випадок                   | Tavatu lugu                            | мати Епп-Кай                          |
| 1974      | ф  | Продовження                           | Aeg maha                               | жінка біля кабінету                   |
| 1976      | ф  | Моя дружина — бабуся                  | Minu naine sai vanaemaks               | дружина                               |
| 1976      | ф  | Час жити, час кохати                  | Aeg elada, aeg armastada               | мати Дебори                           |
| 1977      | ф  | Ціну смерті запитай у мертвих         | Surma hinda küsi surnutelt             | епізод                                |
| 1977      | ф  | Скорпіон                              | Reigi opetaja                          | епізод                                |
| 1978      | ф  | Зимова відпустка                      | Naine kütab sauna                      | Ану                                   |
| 1978      | мф | Чаромора і капітан Трумм              | Kunksmoor ja kapten Trumm              | Чаромора (голос)                      |
| 1979      | кф | Гість                                 | Külaline                               | хазяйка                               |
| 1979      | ф  | Господар Кирбоя                       | Kõrboja peremees                       | мати Ееві                             |
| 1980      | тф | Два дні із життя Віктора Кінгісеппа   | Kaks päeva Viktor Kingissepa elust     | мадам Ріттель                         |
| 1981      | ф  | Суворе море                           | Karge meri                             | Тоора Йокус                           |
| 1981      | ф  | Чортиня                               | Nukitsamees                            | стара відьма-чортівка Карга           |
| 1981      | тф | Вічна вистава                         | Igihaljas vaatemäng                    | стара акторка / молода акторка        |
| 1982      | ф  | Чорний дах                            | Musta katuse all                       | мати Леа                              |
| 1983      | ф  | Таємниця «Чорних дроздів»             | Тайна «Чёрных дроздов»                 | міс Джейн Марпл                       |
| 1983      | ф  | Свята Сусанна, або Школа майстрів     | Puha Susanna ehk meistrite kool        | Лінда Суур / Свята Сусанна            |
| 1984      | ф  | Дві пари і самотність                 | Kaks paari ja uksindus                 | місіс Паркер                          |
| 1984      | мф | Муфтик, Півчеревичок і Мохобородько   | Naksitrallid                           | Котяча леді                           |
| 1985      | ф  | Документ «Р»                          | Документ «Р»                           | Ханна Бакстер                         |
| 1987      | ф  | Танці навколо парового котла          | Tants aurukatla ümber                  | Мілі                                  |
| 1987      | мф | Муфтик, Півчеревичок і Мохобородько 2 | Naksitrallid II                        | Котяча леді                           |
| 1988      | ф  | Вкрадене побачення                    | Varastatud kohtumine                   | доктор Аймла                          |
| 1988      | ф  | Державний кордон. Солоний вітер       | Государственная граница. Солёный ветер | тітонька Лінда                        |
| 1988      | ф  | Ворог респектабельного товариства     | Враг респектабельного общества         | Хедвіг, покоївка                      |
| 1989      | ф  | Загадка Ендхауза                      | Загадка Эндхауза                       | місіс Крофт                           |
| 1989      | тф | Естонські балади                      | Eesti ballaadid                        | мати                                  |
| 1990      | с  | Історії міс Марпл                     | Miss Marple'i lood                     | міс Джейн Марпл                       |
| 1990      | ф  | Осінь                                 | Sügis                                  | матуся Кійр, вона ж Катаріна-Розальба |
| 1990      | ф  | Регіна                                | Regina                                 | Герта                                 |
| 1990      | ф  | Супутник планети Уран                 | Спутник планеты Уран                   | тітка Флоренс                         |
| 1992      | ф  | Лукас                                 | Luukas                                 | Лісбет                                |
| 1992      | ф  | Сльоза Князя темряви                  | Łza księcia ciemności                  | хазяйка борделя                       |
| 1993—1995 | с  | Сальмони                              | Salmonid                               | Елла Сальмон                          |
| 1995      | ф  | Листи з Талліна                       | Letters from the East                  | стара жінка                           |
| 1995      | тф | Надя, репатріантка з чужини           | Nadja — Heimkehr in die Fremde         | -                                     |
| 2000      | тф | Коханець                              | Armuke                                 | -                                     |
| 2003      | ф  | Бурштинові крила                      | Янтарные крылья                        | Марта                                 |
| 2005      | кф | Трунар                                | The Undertaker                         | фрау Ельфріда                         |
| 2005      | ф  | Набридло!                             | Kõrini!                                | мати                                  |
| 2006      | ф  | Візит старої дами                     | Vana daami visiit                      | Клара Цаханасян                       |
| 2006      | ф  | Відьма                                | Ведьма                                 | стара відьма                          |
| 2006—2011 | с  | Келк-шукач (Їздові собаки)            | Kelgukoerad                            | Ельвіра Мемм                          |
| 2012      | ф  | Естонка у Парижі                      | Une Estonienne à Paris                 | Мар                                   |
| 2013      | ф  | Живі картинки                         | Elavad pildid                          | Хельмі                                |
| 2016      | ф  | Щастя приходить уві сні               | Õnn tuleb magades                      | мати Андреса                          |
| 2020      | ф  | Сальмони. 25 років потому             | Salmonid. 25 aastat hiljem             | Елла Сальмон                          |

## Нагороди та відзнаки
- Заслужена артистка Естонської РСР (1966).
- Народна артистка Естонської РСР (1973).
- Орден Білої зірки третього ступеня (2001).